# Kállai Kriszta
Kállai Kriszta (Mátészalka, 1976. február 8. –) újságíró, rádiós műsorvezető, néprajzkutató, a Stand up comedy Humortársulat (elődje KOmédia Stúdió Humortársulat) művészeti menedzsere.

## Pályafutása
Kállai Kriszta a debreceni Kossuth Lajos Tudományegyetem (ma Debreceni Egyetem) néprajz-muzeológia szakán szerzett diplomát 1999-ben. Már az egyetemi évek alatt kapcsolatba került a média világával, rádiós műsorvezetőként tevékenykedett.
A diploma megszerzése után a Kelet-Magyarország című napilap újságírója, regionális szerkesztője lett, közben tudósított a TV3 híradójának, és a Magyar Televízió Főtér című műsorában néprajzi szakértőként működött közre. Néhány év múlva saját cége, a Tisza Kiadó főszerkesztője lett, amely turisztikai magazinokkal foglalkozott. Később a sátoraljaújhelyi Rádió Aktív szerkesztő-műsorvezetője volt, majd a debreceni Rádió Max Reggeli K.O. című morning show-ját vezette Orosz Györggyel. 2017-től a Dunakanyar FM 94.1 szerkesztő műsorvezetője, ReTour című utazási magazinja minden hétköznap 18.00 órától hallható.
2011-től Orosz György humorista, valamint a Stand up comedy Humortársulat (elődje KOmédia Stúdió Humortársulat) művészeti menedzsere.

## Magánélete
Vőlegénye Orosz György humorista.[mikor?] 2011 óta Budapesten él.
Hobbija a mozaikkészítés.

## Külső hivatkozások
- https://web.archive.org/web/20110829005353/http://napihelyzet.hu/tarsadalom/67-a-mikrofon-szerelmese-interju-kallai-krisztaval.html
- https://web.archive.org/web/20190219130051/https://www.standupcomedy.hu/
- https://web.archive.org/web/20160325090954/http://www.debmedia.hu/interview/2012/10/02/interju_kallai_krisztaval
- https://web.archive.org/web/20170423025310/http://komediastudio.hu/
- http://www.dunakanyarfm.hu/
- https://web.archive.org/web/20140817155813/http://divany.hu/intim/2010/08/13/a_lanyod_hiv_gyorsan_dugd_el_a_penztarcadat